# Аксель Маккензі
Аксель Маккензі (ісп. Axel McKenzie; нар. 10 липня 1999, Панама) — панамський футболіст, нападник клубу «Тауро».

## Клубна кар'єра
У дорослому футболі дебютував 2017 року виступами за команду клубу «Тауро», кольори якої захищає й донині.

## Виступи за збірну
У 2018 році у складі молодіжної збірної Панами Маккензі взяв участь в домашньому молодіжному чемпіонаті КОНКАКАФ. На турнірі він зіграв у шести матчах, допомігши своїй команді здобути бронзові медалі турніру. Цей результат дозволив команді кваліфікуватись на молодіжний чемпіонат світу 2019 року, куди поїхав і Аксель. На турнірі відзначився голом у матчі проти Саудівської Аравії (2:1).